# 87 Pułk Artylerii Haubic

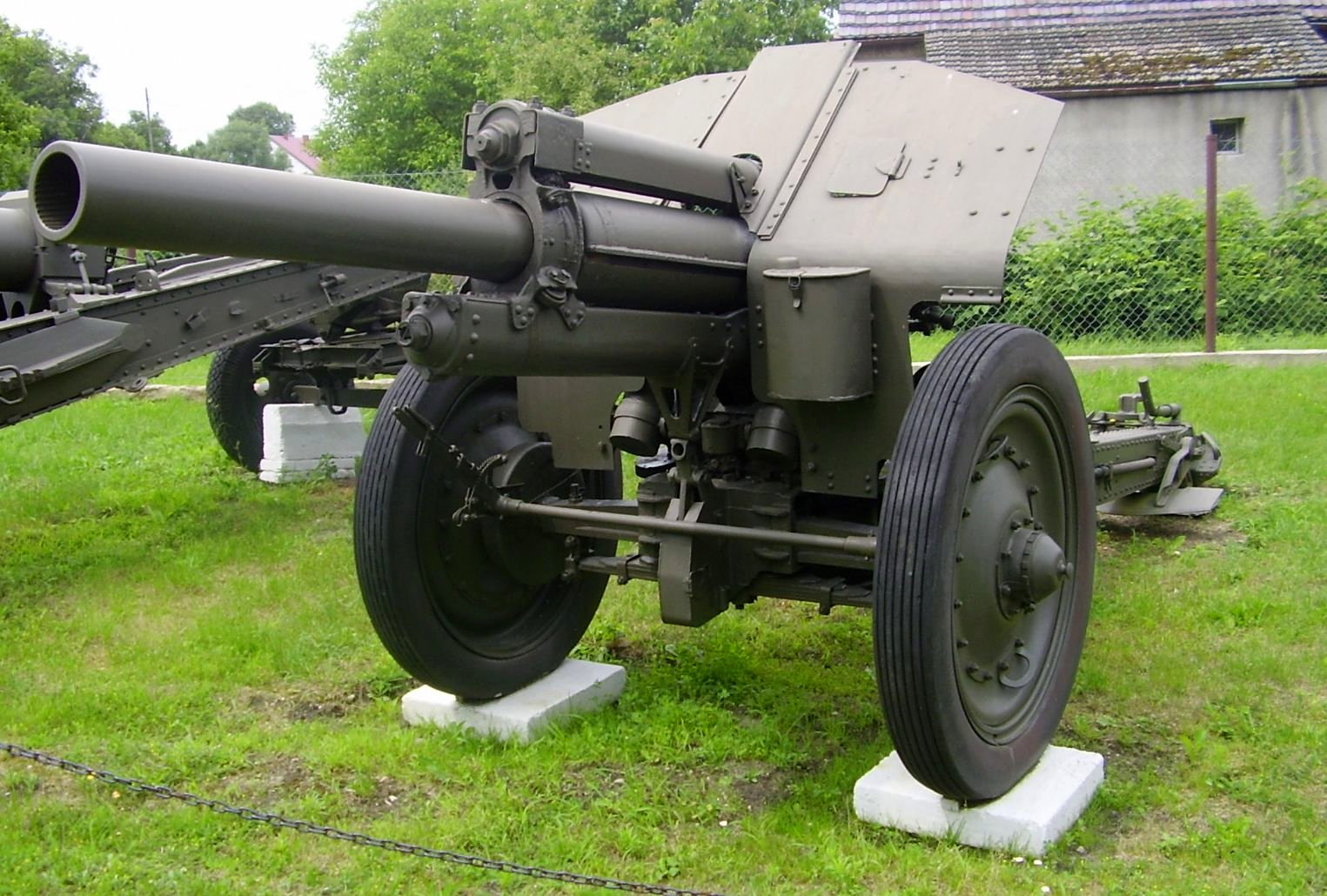
122 mm haubica wz. 1938 (M-30)

87 pułk artylerii haubic – oddział artylerii ludowego Wojska Polskiego.

## Formowanie i zmiany organizacyjne
Powstał w 1945 na bazie rozformowywanych pododdziałów 2. i 3 Brygady Artylerii Haubic z 5 Dywizji Artylerii. W 1946 przeformowano 87 pułk artylerii haubic na  29 dywizjon artylerii haubic. W grudniu 1946 dywizjon otrzymał miano „Kołobrzeski”.
W połowie 1948 roku 29 dywizjon artylerii haubic zreorganizowano zmniejszając  liczbę żołnierzy i sprzętu artyleryjskiego. Ze zreorganizowanych trzech dywizjonów artylerii utworzono 14 Brygadę Artylerii Ciężkiej w Bolesławcu.

## Skład organizacyjny
- Dowództwo pułku
- trzy dywizjony artylerii haubic
  - trzy baterie artylerii
- bateria sztabowa
  - plutony: rozpoznawczy, łączności, topograficzny
- kwatermistrzostwo

Pułk liczył etatowo 804 żołnierzy. Na uzbrojeniu posiadał 36 sztuk 122 mm haubic wz. 1938.